# Virachola albifrons
Virachola albifrons är en fjärilsart som beskrevs av Henry Stempffer 1948. Virachola albifrons ingår i släktet Virachola och familjen juvelvingar. Inga underarter finns listade i Catalogue of Life.